# مجلة الاتصال اللغوي
مجلة الاتصال اللغوي، هي مجلة أكاديمية تتم مراجعتها من قبل الأقران وتنشر باللغتين الإنجليزية والفرنسية. ويغطي البحث حول الاتصال اللغوي والاستخدام والتغيير. وهذا يشمل العوامل اللغوية والأنثروبولوجية والتاريخية والمعرفية. تأسست المجلة في عام 2007. رئيس التحرير هما ألكسندرا أيخنفالد (معهد كيرنز، جامعة جيمس كوك) وروبرت نيكولاي (جامعة نيس صوفيا أنتيبوليس).

## روابط خارجية
- الموقع الرسمي